# Amelia (malformación)

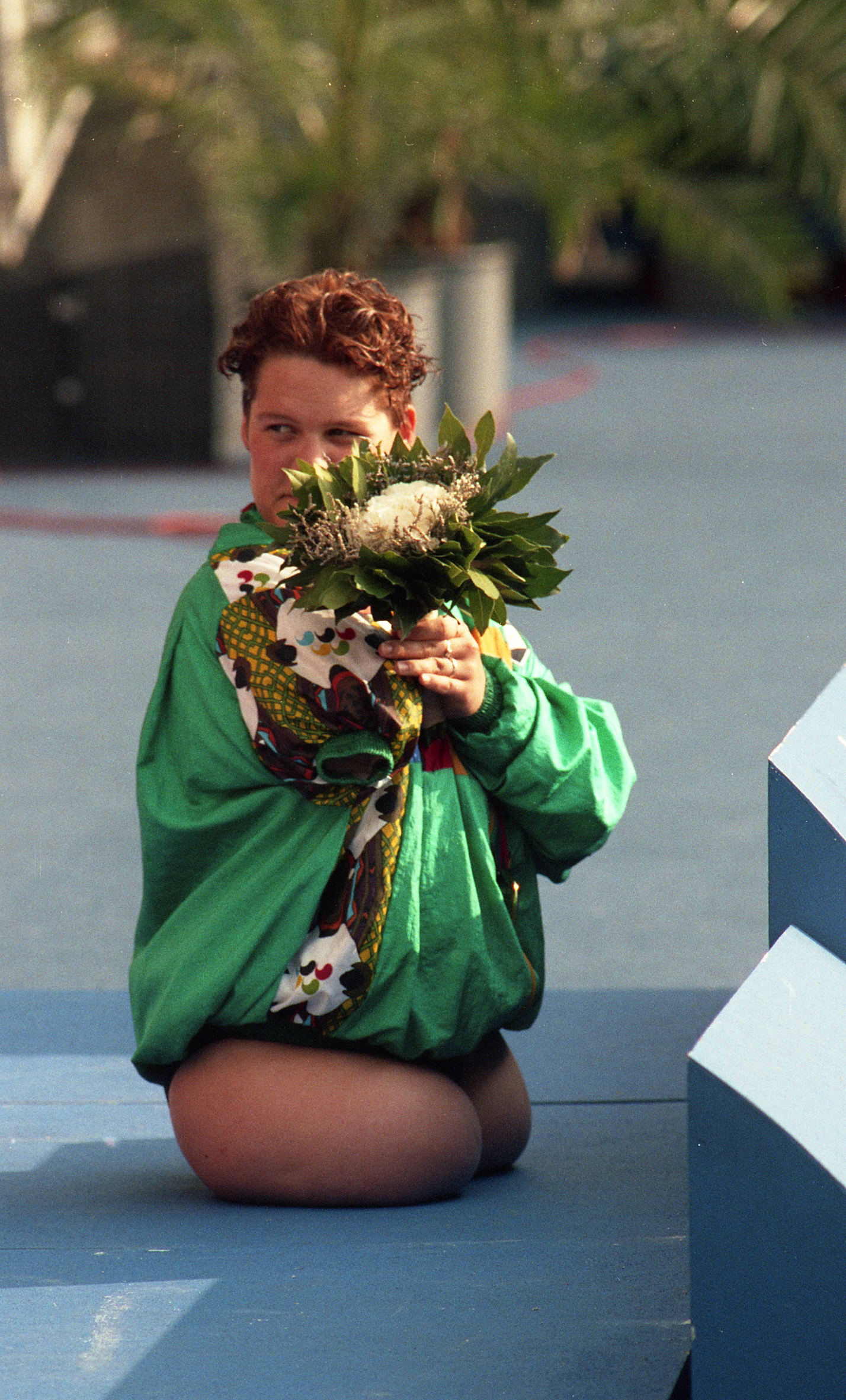
Afectado por Amelia.

La amelia (del griego a sin, y melos miembro) es una malformación congénita que se caracteriza por la falta de uno o más miembros, sean superiores o inferiores. Es originada generalmente en la cuarta semana de gestación embrionaria.
Fue producida en el pasado por la talidomida.
Posibles causales
teratogénicos como medicación con talidomida, defectos congénitos. Daños en la migración celular, analizado como posible consecuente de defectos del tubo neural, además; daño nefrótico que obstaculiza la correcta irrigación del cuerpo del producto.